# Spanish International 2012
Die Spanish International 2012 im Badminton fanden vom 17. bis zum 20. Mai 2012 im Polideportivo Municipal Marqués de Samaranch in der Paseo Imperial 18 in Madrid statt. Es war die 33. Auflage des Turniers.

## Sieger und Platzierte
| Disziplin    | Gold                                | Silber                                 | Bronze                                 |
| ------------ | ----------------------------------- | -------------------------------------- | -------------------------------------- |
| Herreneinzel | Brice Leverdez                      | Gabriel Ulldahl                        | Pablo Abián                            |
| Herreneinzel | Brice Leverdez                      | Gabriel Ulldahl                        | Joachim Persson                        |
| Dameneinzel  | Salakjit Ponsana                    | Beatriz Corrales                       | Carolina Marín                         |
| Dameneinzel  | Salakjit Ponsana                    | Beatriz Corrales                       | Anne Hald                              |
| Herrendoppel | Jorrit de Ruiter Dave Khodabux      | Jacco Arends Jelle Maas                | Ronan Labar Mathias Quéré              |
| Herrendoppel | Jorrit de Ruiter Dave Khodabux      | Jacco Arends Jelle Maas                | Marcus Ellis Paul van Rietvelde        |
| Damendoppel  | Tatjana Bibik Anastasia Chervyakova | Mariana Agathangelou Alexandra Langley | Kate Robertshaw Gabrielle White        |
| Damendoppel  | Tatjana Bibik Anastasia Chervyakova | Mariana Agathangelou Alexandra Langley | Lauren Smith Jenny Wallwork            |
| Mixed        | Marcus Ellis Gabrielle White        | Ronan Labar Émilie Lefel               | Gary Fox Samantha Ward                 |
| Mixed        | Marcus Ellis Gabrielle White        | Ronan Labar Émilie Lefel               | Anders Skaarup Rasmussen Sara Thygesen |